# Cândido Machado da Silveira
Cândido Machado da Silveira (1859—1914) foi um político brasileiro.
Foi eleito deputado estadual, à 21ª Legislatura da Assembleia Legislativa do Rio Grande do Sul, de 1891 a 1895.